# 巴尔达维亚镇
巴尔达维亚镇，是西班牙卡斯蒂利亚-莱昂帕伦西亚省的一个市镇。 总面积30平方公里，总人口152人（2001年），人口密度5人/平方公里。